# Liste der Baudenkmäler in Bayern
Auf dieser Seite sind die Baudenkmäler in Bayern aufgelistet. Grundlage dieser Liste ist die Bayerische Denkmalliste, die auf Basis des bayerischen Denkmalschutzgesetzes vom 1. Oktober 1973 erstmals erstellt wurde und seither durch das Bayerische Landesamt für Denkmalpflege geführt und aktualisiert wird. Diese Liste enthält ungefähr 101.000 Baudenkmäler und etwa 800 denkmalgeschützte Ensembles. Die Angaben in den einzelnen Listen ersetzen nicht die rechtsverbindliche Auskunft der Denkmalschutzbehörde.

## Aufteilung
Wegen der großen Anzahl von Baudenkmälern in Bayern ist diese Liste in Teillisten für jede(n) der 2056 Städte, Märkte und Gemeinden aufgeteilt.
Entsprechend der Aufteilung der offiziellen Denkmaltopographie Denkmäler in Bayern in 96 Bände sind im Folgenden zunächst die Denkmallisten der 25 Kreisfreien Städte aufgeführt, gefolgt von den Denkmallisten der übrigen Gemeinden in den 71 Landkreisen, sortiert nach Regierungsbezirk. Eine Übersicht über die Baudenkmallisten eines Landkreises wird unten in der Liste durch Klicken auf „Ausklappen“ beim jeweiligen Landkreis dargestellt.
Dieser nach Verwaltungseinheiten gegliederten Übersicht folgt eine alphabetisch nach Gemeinden sortierte Auflistung der Denkmallisten aller Städte, Märkte und Gemeinden. Baudenkmäler in gemeindefreien Gebieten sind in der separaten Liste der Baudenkmäler in gemeindefreien Gebieten in Bayern aufgeführt.

### Städte, Märkte und Gemeinden
Für gemeindefreie Gebiete siehe die Liste der Baudenkmäler in gemeindefreien Gebieten in Bayern

#### A
Abenberg |
Abensberg |
Absberg |
Abtswind |
Achslach |
Adelschlag |
Adelsdorf |
Adelshofen |
Adelshofen |
Adelsried |
Adelzhausen |
Adlkofen |
Affing |
Aham |
Aholfing |
Aholming |
Ahorn |
Ahorntal |
Aicha vorm Wald |
Aichach |
Aichen |
Aidenbach |
Aidhausen |
Aiglsbach |
Aindling |
Ainring |
Aislingen |
Aiterhofen |
Aitrang |
Albaching |
Albertshofen |
Aldersbach |
Alerheim |
Alesheim |
Aletshausen |
Alfeld |
Allersberg |
Allershausen |
Alling |
Allmannshofen |
Altdorf |
Altdorf b.Nürnberg |
Alteglofsheim |
Altenbuch |
Altendorf |
Altendorf |
Altenkunstadt |
Altenmarkt a.d.Alz |
Altenmünster |
Altenstadt |
Altenstadt |
Altenstadt a.d.Waldnaab |
Altenthann |
Altertheim |
Altfraunhofen |
Althegnenberg |
Altmannstein |
Altomünster |
Altötting |
Altusried |
Alzenau |
Amberg |
Amberg |
Amerang |
Amerdingen |
Ammerndorf |
Ammerthal |
Amorbach |
Ampfing |
Andechs |
Anger |
Ansbach |
Antdorf |
Anzing |
Apfeldorf |
Apfeltrach |
Arberg |
Aresing |
Arnbruck |
Arnschwang |
Arnstein |
Arnstorf |
Arrach |
Arzberg |
Asbach-Bäumenheim |
Ascha |
Aschaffenburg |
Aschau a.Inn |
Aschau i.Chiemgau |
Aschheim |
Aßling |
Attenhofen |
Attenkirchen |
Atting |
Au i.d.Hallertau |
Aub |
Aubstadt |
Auerbach |
Auerbach i.d.OPf. |
Aufhausen |
Aufseß |
Augsburg |
Auhausen |
Aura a.d.Saale |
Aura i.Sinngrund |
Aurach |
Aurachtal |
Außernzell |
Aying |
Aystetten

#### B
Baar (Schwaben) |
Baar-Ebenhausen |
Babenhausen |
Babensham |
Bach a.d.Donau |
Bachhagel |
Bächingen a.d.Brenz |
Bad Abbach |
Bad Aibling |
Bad Alexandersbad |
Bad Bayersoien |
Bad Berneck i.Fichtelgebirge |
Bad Birnbach |
Bad Bocklet |
Bad Brückenau |
Bad Endorf |
Bad Feilnbach |
Bad Füssing |
Bad Griesbach i.Rottal |
Bad Grönenbach |
Bad Heilbrunn |
Bad Hindelang |
Bad Kissingen |
Bad Kohlgrub |
Bad Königshofen i.Grabfeld |
Bad Kötzting |
Bad Neualbenreuth |
Bad Neustadt a.d.Saale |
Bad Reichenhall |
Bad Rodach |
Bad Staffelstein |
Bad Steben |
Bad Tölz |
Bad Wiessee |
Bad Windsheim |
Bad Wörishofen |
Baierbach |
Baierbrunn |
Baiern |
Baiersdorf |
Baisweil |
Balderschwang |
Balzhausen |
Bamberg |
Barbing |
Bärnau |
Bastheim |
Baudenbach |
Baunach |
Bayerbach |
Bayerbach b.Ergoldsbach |
Bayerisch Eisenstein |
Bayerisch Gmain |
Bayreuth |
Bayrischzell |
Bechhofen |
Bechtsrieth |
Beilngries |
Bellenberg |
Benediktbeuern |
Benningen |
Beratzhausen |
Berching |
Berchtesgaden |
Berg |
Berg |
Berg b.Neumarkt i.d.OPf. |
Berg im Gau |
Bergen |
Bergen |
Bergheim |
Bergkirchen |
Berglern |
Bergrheinfeld |
Bergtheim |
Bernau a.Chiemsee |
Bernbeuren |
Berngau |
Bernhardswald |
Bernried |
Bernried am Starnberger See |
Bessenbach |
Betzenstein |
Betzigau |
Beutelsbach |
Biberbach |
Bibertal |
Biburg |
Bichl |
Bidingen |
Biebelried |
Bieberehren |
Biessenhofen |
Bindlach |
Binswangen |
Birgland |
Birkenfeld |
Bischberg |
Bischbrunn |
Bischofsgrün |
Bischofsheim in der Rhön |
Bischofsmais |
Bischofswiesen |
Bissingen |
Blaibach |
Blaichach |
Blankenbach |
Blindheim |
Böbing |
Bobingen |
Böbrach |
Bockhorn |
Bodenkirchen |
Bodenmais |
Bodenwöhr |
Bodolz |
Bogen |
Böhen |
Böhmfeld |
Bolsterlang |
Bonstetten |
Boos |
Brand |
Brannenburg |
Breitbrunn |
Breitbrunn a.Chiemsee |
Breitenberg |
Breitenbrunn |
Breitenbrunn |
Breitengüßbach |
Breitenthal |
Brennberg |
Bruck |
Bruck i.d.OPf. |
Bruckberg |
Bruckberg |
Bruckmühl |
Brunn |
Brunnen |
Brunnthal |
Bubenreuth |
Bubesheim |
Buch |
Buch a.Buchrain |
Buch a.Erlbach |
Buch a.Wald |
Buchbach |
Buchbrunn |
Buchdorf |
Büchenbach |
Buchenberg |
Buchhofen |
Büchlberg |
Buchloe |
Buckenhof |
Bundorf |
Burgau |
Burgberg i.Allgäu |
Burgbernheim |
Burgebrach |
Burggen |
Burghaslach |
Burghausen |
Burgheim |
Burgkirchen a.d.Alz |
Burgkunstadt |
Burglauer |
Burglengenfeld |
Burgoberbach |
Burgpreppach |
Burgsalach |
Burgsinn |
Bürgstadt |
Burgthann |
Burgwindheim |
Burk |
Burkardroth |
Burtenbach |
Buttenheim |
Buttenwiesen |
Bütthard |
Buxheim |
Buxheim

#### C
Cadolzburg |
Castell |
Cham |
Chamerau |
Chieming |
Chiemsee |
Coburg |
Collenberg |
Colmberg |
Creußen

#### D
Dachau |
Dachsbach |
Daiting |
Dammbach |
Dasing |
Deggendorf |
Deining |
Deiningen |
Deisenhausen |
Denkendorf |
Denklingen |
Dentlein a.Forst |
Dettelbach |
Deuerling |
Diebach |
Diedorf |
Diespeck |
Dießen am Ammersee |
Dietenhofen |
Dietersburg |
Dietersheim |
Dieterskirchen |
Dietfurt a.d.Altmühl |
Dietmannsried |
Dietramszell |
Dillingen a.d.Donau |
Dingolfing |
Dingolshausen |
Dinkelsbühl |
Dinkelscherben |
Dirlewang |
Dittelbrunn |
Dittenheim |
Döhlau |
Dollnstein |
Dombühl |
Donaustauf |
Donauwörth |
Donnersdorf |
Dorfen |
Dörfles-Esbach |
Dorfprozelten |
Dormitz |
Drachselsried |
Duggendorf |
Durach |
Dürrlauingen |
Dürrwangen

#### E
Ebelsbach |
Ebensfeld |
Eberfing |
Ebermannsdorf |
Ebermannstadt |
Ebern |
Ebersberg |
Ebersdorf b.Coburg |
Ebershausen |
Ebnath |
Ebrach |
Eching |
Eching |
Eching am Ammersee |
Eckental |
Eckersdorf |
Edelsfeld |
Ederheim |
Edling |
Effeltrich |
Egenhofen |
Egg a.d.Günz |
Eggenfelden |
Eggenthal |
Egglham |
Egglkofen |
Eggolsheim |
Eggstätt |
Eging a.See |
Eglfing |
Egling an der Paar |
Egling |
Egloffstein |
Egmating |
Egweil |
Ehekirchen |
Ehingen |
Ehingen |
Ehingen a.Ries |
Eibelstadt |
Eichenau |
Eichenbühl |
Eichendorf |
Eichstätt |
Eiselfing |
Eisenberg |
Eisenheim |
Eisingen |
Eitensheim |
Eitting |
Elchingen |
Elfershausen |
Ellgau |
Ellingen |
Ellzee |
Elsendorf |
Elsenfeld |
Eltmann |
Emersacker |
Emmering |
Emmering |
Emmerting |
Emskirchen |
Emtmannsberg |
Engelsberg |
Engelthal |
Ensdorf |
Eppenschlag |
Eppishausen |
Erbendorf |
Erding |
Erdweg |
Eresing |
Ergersheim |
Ergolding |
Ergoldsbach |
Erharting |
Ering |
Erkheim |
Erlabrunn |
Erlangen |
Erlbach |
Erlenbach a.Main |
Erlenbach b.Marktheidenfeld |
Ermershausen |
Ernsgaden |
Eschau |
Eschenbach i.d.OPf. |
Eschenlohe |
Eschlkam |
Eslarn |
Esselbach |
Essenbach |
Essing |
Estenfeld |
Ettal |
Ettenstatt |
Ettringen |
Etzelwang |
Etzenricht |
Euerbach |
Euerdorf |
Eurasburg |
Eurasburg |
Eußenheim

#### F
Fahrenzhausen |
Falkenberg |
Falkenberg |
Falkenfels |
Falkenstein |
Farchant |
Faulbach |
Feichten a.d.Alz |
Feilitzsch |
Feldafing |
Feldkirchen |
Feldkirchen |
Feldkirchen-Westerham |
Fellen |
Fellheim |
Fensterbach |
Feucht |
Feuchtwangen |
Fichtelberg |
Finning |
Finningen |
Finsing |
Fischach |
Fischbachau |
Fischen i.Allgäu |
Flachslanden |
Fladungen |
Flintsbach a.Inn |
Floß |
Flossenbürg |
Forchheim |
Forheim |
Forstern |
Forstinning |
Frammersbach |
Frankenwinheim |
Frasdorf |
Frauenau |
Frauenneuharting |
Fraunberg |
Freihung |
Freilassing |
Freising |
Fremdingen |
Frensdorf |
Freudenberg |
Freystadt |
Freyung |
Frickenhausen a.Main |
Fridolfing |
Friedberg |
Friedenfels |
Friesenried |
Frontenhausen |
Fuchsmühl |
Fuchsstadt |
Fuchstal |
Fünfstetten |
Fürsteneck |
Fürstenfeldbruck |
Fürstenstein |
Fürstenzell |
Furth |
Furth im Wald |
Fürth |
Füssen

#### G
Gablingen |
Gachenbach |
Gädheim |
Gaimersheim |
Gaißach |
Gallmersgarten |
Gammelsdorf |
Gangkofen |
Garching a.d.Alz |
Garching b.München |
Garmisch-Partenkirchen |
Gars a.Inn |
Gattendorf |
Gaukönigshofen |
Gauting |
Gebenbach |
Gebsattel |
Gefrees |
Geiersthal |
Geiselbach |
Geiselhöring |
Geiselwind |
Geisenfeld |
Geisenhausen |
Gelchsheim |
Geldersheim |
Geltendorf |
Gemünden a.Main |
Genderkingen |
Georgenberg |
Georgensgmünd |
Gerach |
Geratskirchen |
Gerbrunn |
Geretsried |
Gerhardshofen |
Germaringen |
Germering |
Geroda |
Geroldsgrün |
Geroldshausen |
Gerolfingen |
Gerolsbach |
Gerolzhofen |
Gersthofen |
Gerzen |
Gesees |
Geslau |
Gessertshausen |
Gestratz |
Giebelstadt |
Gilching |
Glashütten |
Glattbach |
Gleiritsch |
Gleißenberg |
Glonn |
Glött |
Gmund a.Tegernsee |
Gnotzheim |
Gochsheim |
Goldbach |
Goldkronach |
Gollhofen |
Görisried |
Gössenheim |
Gößweinstein |
Gotteszell |
Gottfrieding |
Graben |
Grabenstätt |
Gräfelfing |
Grafenau |
Gräfenberg |
Gräfendorf |
Grafengehaig |
Grafenrheinfeld |
Grafenwiesen |
Grafenwöhr |
Grafing b.München |
Grafling |
Grafrath |
Grainau |
Grainet |
Grasbrunn |
Grassau |
Grattersdorf |
Greding |
Greifenberg |
Greiling |
Gremsdorf |
Grettstadt |
Greußenheim |
Griesstätt |
Gröbenzell |
Großaitingen |
Großbardorf |
Großeibstadt |
Großenseebach |
Großhabersdorf |
Großheirath |
Großheubach |
Großkarolinenfeld |
Großlangheim |
Großmehring |
Großostheim |
Großwallstadt |
Großweil |
Grub a.Forst |
Grünenbach |
Grünwald |
Gstadt a.Chiemsee |
Gundelfingen a.d.Donau |
Gundelsheim |
Gundremmingen |
Güntersleben |
Günzach |
Günzburg |
Gunzenhausen |
Guteneck |
Gutenstetten |
Guttenberg

#### H
Haag |
Haag a.d.Amper |
Haag i.OB |
Haar |
Haarbach |
Habach |
Hafenlohr |
Hagelstadt |
Hagenbüchach |
Hahnbach |
Haibach |
Haibach |
Haidmühle |
Haimhausen |
Haiming |
Hainsfarth |
Halblech |
Haldenwang |
Haldenwang |
Halfing |
Hallbergmoos |
Hallerndorf |
Hallstadt |
Halsbach |
Hammelburg |
Happurg |
Harburg (Schwaben) |
Harsdorf |
Hartenstein |
Haselbach |
Hasloch |
Haßfurt |
Hattenhofen |
Haundorf |
Haunsheim |
Hausen |
Hausen |
Hausen |
Hausen |
Hausen b.Würzburg |
Hausham |
Hauzenberg |
Hawangen |
Hebertsfelden |
Hebertshausen |
Heideck |
Heidenheim |
Heigenbrücken |
Heiligenstadt i.OFr. |
Heilsbronn |
Heimbuchenthal |
Heimenkirch |
Heimertingen |
Heinersreuth |
Heinrichsthal |
Heldenstein |
Helmbrechts |
Helmstadt |
Hemau |
Hemhofen |
Hemmersheim |
Hendungen |
Henfenfeld |
Hengersberg |
Hepberg |
Herbstadt |
Heretsried |
Hergatz |
Hergensweiler |
Heroldsbach |
Heroldsberg |
Herrieden |
Herrngiersdorf |
Herrsching a.Ammersee |
Hersbruck |
Herzogenaurach |
Heßdorf |
Hettenshausen |
Hettstadt |
Hetzles |
Heustreu |
Hilgertshausen-Tandern |
Hilpoltstein |
Hiltenfingen |
Hiltpoltstein |
Himmelkron |
Himmelstadt |
Hinterschmiding |
Hirschaid |
Hirschau |
Hirschbach |
Hitzhofen |
Höchberg |
Höchheim |
Hochstadt a.Main |
Höchstadt a.d.Aisch |
Höchstädt a.d.Donau |
Höchstädt i.Fichtelgebirge |
Hof (Saale) |
Hofheim i.UFr. |
Hofkirchen |
Hofstetten |
Hohenaltheim |
Hohenau |
Hohenberg a.d.Eger |
Hohenbrunn |
Hohenburg |
Hohenfels |
Hohenfurch |
Hohenkammer |
Höhenkirchen-Siegertsbrunn |
Hohenlinden |
Hohenpeißenberg |
Hohenpolding |
Hohenroth |
Hohenthann |
Hohenwart |
Hohenwarth |
Hollenbach |
Hollfeld |
Hollstadt |
Holzgünz |
Holzheim |
Holzheim |
Holzheim |
Holzheim a.Forst |
Holzkirchen |
Holzkirchen |
Hopferau |
Horgau |
Hörgertshausen |
Hösbach |
Höslwang |
Höttingen |
Huglfing |
Huisheim |
Hummeltal |
Hunderdorf |
Hunding |
Hurlach |
Hutthurm

#### I
Ichenhausen |
Icking |
Iffeldorf |
Igensdorf |
Iggensbach |
Igling |
Ihrlerstein |
Illertissen |
Illesheim |
Illschwang |
Ilmmünster |
Immenreuth |
Immenstadt i.Allgäu |
Inchenhofen |
Ingenried |
Ingolstadt |
Innernzell |
Inning a.Ammersee |
Inning a.Holz |
Insingen |
Inzell |
Iphofen |
Ippesheim |
Ipsheim |
Irchenrieth |
Irlbach |
Irschenberg |
Irsee |
Isen |
Ismaning |
Issigau |
Itzgrund

#### J
Jachenau |
Jandelsbrunn |
Jengen |
Jesenwang |
Jettenbach |
Jettingen-Scheppach |
Jetzendorf |
Johannesberg |
Johanniskirchen |
Julbach

#### K
Kahl a.Main |
Kaisheim |
Kalchreuth |
Kallmünz |
Kaltental |
Kammeltal |
Kammerstein |
Kammlach |
Karbach |
Karlsfeld |
Karlshuld |
Karlskron |
Karlstadt |
Karlstein a.Main |
Karsbach |
Kasendorf |
Kastl |
Kastl |
Kastl |
Kaufbeuren |
Kaufering |
Kelheim |
Kellmünz a.d.Iller |
Kemmern |
Kemnath |
Kempten |
Kettershausen |
Kiefersfelden |
Kienberg |
Kinding |
Kinsau |
Kipfenberg |
Kirchanschöring |
Kirchberg |
Kirchberg i.Wald |
Kirchdorf |
Kirchdorf |
Kirchdorf a.Inn |
Kirchdorf a.d.Amper |
Kirchdorf i.Wald |
Kirchehrenbach |
Kirchendemenreuth |
Kirchenlamitz |
Kirchenpingarten |
Kirchensittenbach |
Kirchenthumbach |
Kirchham |
Kirchhaslach |
Kirchheim |
Kirchheim b.München |
Kirchheim i.Schw. |
Kirchlauter |
Kirchroth |
Kirchseeon |
Kirchweidach |
Kirchzell |
Kissing |
Kist |
Kitzingen |
Kleinaitingen |
Kleinheubach |
Kleinkahl |
Kleinlangheim |
Kleinostheim |
Kleinrinderfeld |
Kleinsendelbach |
Kleinwallstadt |
Klingenberg a.Main |
Klosterlechfeld |
Knetzgau |
Kochel a.See |
Köditz |
Ködnitz |
Köfering |
Kohlberg |
Kolbermoor |
Kolitzheim |
Kollnburg |
Königsberg i.Bay. |
Königsbrunn |
Königsdorf |
Königsfeld |
Königsmoos |
Königstein |
Konnersreuth |
Konradsreuth |
Konzell |
Kösching |
Kößlarn |
Kottgeisering |
Kötz |
Kraftisried |
Kraiburg a.Inn |
Krailling |
Kranzberg |
Kreuth |
Kreuzwertheim |
Krombach |
Kronach |
Kronburg |
Kröning |
Krumbach (Schwaben) |
Krummennaab |
Krün |
Kühbach |
Kühlenthal |
Kulmain |
Kulmbach |
Kumhausen |
Kümmersbruck |
Kunreuth |
Künzing |
Kupferberg |
Küps |
Kürnach |
Kutzenhausen

#### L
Laaber |
Laberweinting |
Lachen |
Lalling |
Lam |
Lamerdingen |
Landau a.d.Isar |
Landensberg |
Landsberg am Lech |
Landsberied |
Landshut |
Langdorf |
Langenaltheim |
Langenbach |
Langenfeld |
Langenmosen |
Langenneufnach |
Langenpreising |
Langensendelbach |
Langenzenn |
Langerringen |
Langfurth |
Langquaid |
Langweid a.Lech |
Lappersdorf |
Lauben |
Lauben |
Laudenbach |
Lauf a.d.Pegnitz |
Laufach |
Laufen |
Laugna |
Lauingen (Donau) |
Lauter |
Lauterhofen |
Lautertal |
Lautrach |
Lechbruck am See |
Legau |
Lehrberg |
Leiblfing |
Leidersbach |
Leinach |
Leinburg |
Leipheim |
Lengdorf |
Lengenwang |
Lenggries |
Lenting |
Leonberg |
Leuchtenberg |
Leupoldsgrün |
Leutenbach |
Leutershausen |
Lichtenau |
Lichtenberg |
Lichtenfels |
Lindau (Bodensee) |
Lindberg |
Lindenberg i.Allgäu |
Lisberg |
Litzendorf |
Lohberg |
Lohkirchen |
Lohr a.Main |
Loiching |
Loitzendorf |
Lonnerstadt |
Ludwigschorgast |
Ludwigsstadt |
Luhe-Wildenau |
Lülsfeld |
Lupburg |
Lutzingen

#### M
Mähring |
Maierhöfen |
Maihingen |
Mainaschaff |
Mainbernheim |
Mainburg |
Mainleus |
Mainstockheim |
Maisach |
Maitenbeth |
Malching |
Malgersdorf |
Mallersdorf-Pfaffenberg |
Mammendorf |
Mamming |
Manching |
Mantel |
Margetshöchheim |
Mariaposching |
Marklkofen |
Markt Berolzheim |
Markt Bibart |
Markt Einersheim |
Markt Erlbach |
Markt Indersdorf |
Markt Nordheim |
Markt Rettenbach |
Markt Schwaben |
Markt Taschendorf |
Markt Wald |
Marktbergel |
Marktbreit |
Marktgraitz |
Marktheidenfeld |
Marktl |
Marktleugast |
Marktleuthen |
Marktoberdorf |
Marktoffingen |
Marktredwitz |
Marktrodach |
Marktschellenberg |
Marktschorgast |
Marktsteft |
Marktzeuln |
Marloffstein |
Maroldsweisach |
Marquartstein |
Martinsheim |
Marxheim |
Marzling |
Maßbach |
Massing |
Mauern |
Mauerstetten |
Mauth |
Maxhütte-Haidhof |
Medlingen |
Meeder |
Megesheim |
Mehlmeisel |
Mehring |
Meinheim |
Meitingen |
Mellrichstadt |
Memmelsdorf |
Memmingen |
Memmingerberg |
Mengkofen |
Merching |
Mering |
Merkendorf |
Mertingen |
Mespelbrunn |
Metten |
Mettenheim |
Michelau i.Steigerwald |
Michelau i.OFr. |
Michelsneukirchen |
Mickhausen |
Miesbach |
Miltach |
Miltenberg |
Mindelheim |
Mindelstetten |
Mintraching |
Missen-Wilhams |
Mistelbach |
Mistelgau |
Mitteleschenbach |
Mittelneufnach |
Mittelsinn |
Mittelstetten |
Mittenwald |
Mitterfels |
Mitterskirchen |
Mitterteich |
Mitwitz |
Mödingen |
Möhrendorf |
Mömbris |
Mömlingen |
Mönchberg |
Mönchsdeggingen |
Mönchsroth |
Monheim |
Moorenweis |
Moos |
Moosach |
Moosbach |
Moosburg a.d.Isar |
Moosinning |
Moosthenning |
Mörnsheim |
Motten |
Möttingen |
Mötzing |
Mühldorf a.Inn |
Mühlhausen |
Mühlhausen |
Muhr a.See |
Münchberg |
München |
Münchsmünster |
Münchsteinach |
Münnerstadt |
Munningen |
Münsing |
Münster |
Münsterhausen |
Murnau am Staffelsee

#### N
Nabburg |
Nagel |
Naila |
Nandlstadt |
Nassenfels |
Nennslingen |
Nersingen |
Nesselwang |
Neubeuern |
Neubiberg |
Neubrunn |
Neuburg a.Inn |
Neuburg a.d.Donau |
Neuburg a.d.Kammel |
Neuching |
Neudrossenfeld |
Neuendettelsau |
Neuendorf |
Neuenmarkt |
Neufahrn b.Freising |
Neufahrn i.NB |
Neufraunhofen |
Neuhaus a.Inn |
Neuhaus a.d.Pegnitz |
Neuhof a.d.Zenn |
Neuhütten |
Neukirchen |
Neukirchen b.Sulzbach-Rosenberg |
Neukirchen b.Hl.Blut |
Neukirchen vorm Wald |
Neukirchen-Balbini |
Neumarkt i.d.OPf. |
Neumarkt-Sankt Veit |
Neunburg vorm Wald |
Neunkirchen |
Neunkirchen a.Brand |
Neunkirchen a.Sand |
Neuötting |
Neureichenau |
Neuried |
Neusäß |
Neuschönau |
Neusitz |
Neusorg |
Neustadt am Kulm |
Neustadt a.Main |
Neustadt a.d.Aisch |
Neustadt a.d.Donau |
Neustadt a.d.Waldnaab |
Neustadt b.Coburg |
Neutraubling |
Neu-Ulm |
Niederaichbach |
Niederalteich |
Niederbergkirchen |
Niederfüllbach |
Niederlauer |
Niedermurach |
Niedernberg |
Niederrieden |
Niederschönenfeld |
Niedertaufkirchen |
Niederviehbach |
Niederwerrn |
Niederwinkling |
Nittenau |
Nittendorf |
Nonnenhorn |
Nordendorf |
Nordhalben |
Nordheim a.Main |
Nordheim v.d.Rhön |
Nördlingen |
Nüdlingen |
Nürnberg |
Nußdorf |
Nußdorf a.Inn

#### O
Oberammergau |
Oberasbach |
Oberau |
Oberaudorf |
Oberaurach |
Oberbergkirchen |
Oberdachstetten |
Oberding |
Oberdolling |
Oberelsbach |
Obergriesbach |
Obergünzburg |
Oberhaching |
Oberhaid |
Oberhausen |
Oberhausen |
Oberickelsheim |
Oberkotzau |
Oberleichtersbach |
Obermaiselstein |
Obermeitingen |
Obermichelbach |
Obernbreit |
Obernburg a.Main |
Oberndorf a.Lech |
Oberneukirchen |
Obernzell |
Obernzenn |
Oberostendorf |
Oberottmarshausen |
Oberpframmern |
Oberpleichfeld |
Oberpöring |
Oberreichenbach |
Oberreute |
Oberrieden |
Oberroth |
Oberscheinfeld |
Oberschleißheim |
Oberschneiding |
Oberschönegg |
Oberschwarzach |
Oberschweinbach |
Obersinn |
Obersöchering |
Oberstaufen |
Oberstdorf |
Oberstreu |
Obersüßbach |
Obertaufkirchen |
Oberthulba |
Obertraubling |
Obertrubach |
Oberviechtach |
Obing |
Ochsenfurt |
Odelzhausen |
Oerlenbach |
Oettingen i.Bay. |
Offenberg |
Offenhausen |
Offingen |
Ofterschwang |
Ohlstadt |
Ohrenbach |
Olching |
Opfenbach |
Ornbau |
Ortenburg |
Osterberg |
Osterhofen |
Osterzell |
Ostheim v.d.Rhön |
Ottenhofen |
Ottensoos |
Otterfing |
Otting |
Ottobeuren |
Ottobrunn |
Otzing |
Oy-Mittelberg

#### P
Pähl |
Painten |
Palling |
Pappenheim |
Parkstein |
Parkstetten |
Parsberg |
Partenstein |
Passau |
Pastetten |
Patersdorf |
Paunzhausen |
Pechbrunn |
Pegnitz |
Peißenberg |
Peiting |
Pemfling |
Pentling |
Penzberg |
Penzing |
Perach |
Perasdorf |
Perkam |
Perlesreut |
Petersaurach |
Petersdorf |
Petershausen |
Pettendorf |
Petting |
Pettstadt |
Pfaffenhausen |
Pfaffenhofen a.d.Glonn |
Pfaffenhofen a.d.Ilm |
Pfaffenhofen a.d.Roth |
Pfaffing |
Pfakofen |
Pfarrkirchen |
Pfarrweisach |
Pfatter |
Pfeffenhausen |
Pfofeld |
Pförring |
Pforzen |
Pfreimd |
Pfronten |
Philippsreut |
Piding |
Pielenhofen |
Pilsach |
Pilsting |
Pinzberg |
Pirk |
Pittenhart |
Planegg |
Plankenfels |
Plattling |
Plech |
Pleinfeld |
Pleiskirchen |
Pleß |
Pleystein |
Pliening |
Plößberg |
Pocking |
Pöcking |
Poing |
Pollenfeld |
Polling |
Polling |
Polsingen |
Pommelsbrunn |
Pommersfelden |
Poppenhausen |
Poppenricht |
Pörnbach |
Pösing |
Postau |
Postbauer-Heng |
Postmünster |
Pottenstein |
Pöttmes |
Poxdorf |
Prackenbach |
Prebitz |
Prem |
Pressath |
Presseck |
Pressig |
Pretzfeld |
Prichsenstadt |
Prien a.Chiemsee |
Priesendorf |
Prittriching |
Prosselsheim |
Prutting |
Püchersreuth |
Puchheim |
Pullach i.Isartal |
Pullenreuth |
Pürgen |
Puschendorf |
Putzbrunn |
Pyrbaum

#### R
Rain |
Rain |
Raisting |
Raitenbuch |
Ramerberg |
Rammingen |
Ramsau bei Berchtesgaden |
Ramsthal |
Randersacker |
Rannungen |
Rattelsdorf |
Rattenberg |
Rattenkirchen |
Rattiszell |
Raubling |
Rauhenebrach |
Rechtenbach |
Rechtmehring |
Reckendorf |
Rednitzhembach |
Redwitz a.d.Rodach |
Regen |
Regensburg |
Regenstauf |
Regnitzlosau |
Rehau |
Rehling |
Reichenbach |
Reichenbach |
Reichenberg |
Reichenschwand |
Reichersbeuern |
Reichertshausen |
Reichertsheim |
Reichertshofen |
Reichling |
Reimlingen |
Reisbach |
Reischach |
Reit im Winkl |
Remlingen |
Rennertshofen |
Rentweinsdorf |
Rettenbach |
Rettenbach |
Rettenbach am Auerberg |
Rettenberg |
Retzstadt |
Reut |
Reuth bei Erbendorf |
Ried |
Riedbach |
Rieden |
Rieden |
Rieden am Forggensee |
Riedenberg |
Riedenburg |
Riedenheim |
Riedering |
Riegsee |
Riekofen |
Rieneck |
Rimbach |
Rimbach |
Rimpar |
Rimsting |
Rinchnach |
Ringelai |
Röckingen |
Rödelmaier |
Rödelsee |
Roden |
Rödental |
Roding |
Röfingen |
Roggenburg |
Rögling |
Rohr |
Rohr i.NB |
Rohrbach |
Rohrdorf |
Rohrenfels |
Röhrmoos |
Röhrnbach |
Röllbach |
Ronsberg |
Rosenheim |
Röslau |
Roßbach |
Roßhaupten |
Roßtal |
Roth |
Röthenbach (Allgäu) |
Röthenbach a.d.Pegnitz |
Rothenbuch |
Rothenburg ob der Tauber |
Rothenfels |
Röthlein |
Rott |
Rott a.Inn |
Rottach-Egern |
Röttenbach |
Röttenbach |
Rottenbuch |
Rottenburg a.d.Laaber |
Rottendorf |
Rotthalmünster |
Röttingen |
Rötz |
Rückersdorf |
Rückholz |
Rudelzhausen |
Rüdenau |
Rüdenhausen |
Ruderatshofen |
Ruderting |
Rugendorf |
Rügland |
Ruhmannsfelden |
Ruhpolding |
Ruhstorf a.d.Rott |
Runding

#### S
Saal a.d.Donau |
Saal a.d.Saale |
Saaldorf-Surheim |
Sachsen b.Ansbach |
Sachsenkam |
Sailauf |
Salching |
Saldenburg |
Salgen |
Salz |
Salzweg |
Samerberg |
Sand a.Main |
Sandberg |
Sankt Englmar |
Sankt Oswald-Riedlhütte |
Sankt Wolfgang |
Sauerlach |
Saulgrub |
Schäftlarn |
Schalkham |
Schauenstein |
Schaufling |
Schechen |
Scheidegg |
Scheinfeld |
Schernfeld |
Scherstetten |
Scheßlitz |
Scheuring |
Scheyern |
Schierling |
Schillingsfürst |
Schiltberg |
Schirmitz |
Schirnding |
Schlammersdorf |
Schleching |
Schlehdorf |
Schliersee |
Schlüsselfeld |
Schmidgaden |
Schmidmühlen |
Schmiechen |
Schnabelwaid |
Schnaitsee |
Schnaittach |
Schnaittenbach |
Schneckenlohe |
Schneeberg |
Schneizlreuth |
Schnelldorf |
Schöfweg |
Schollbrunn |
Schöllkrippen |
Schöllnach |
Schönau |
Schönau am Königssee |
Schönau a.d.Brend |
Schönberg |
Schönberg |
Schönbrunn i.Steigerwald |
Schondorf am Ammersee |
Schondra |
Schongau |
Schöngeising |
Schönsee |
Schonstett |
Schönthal |
Schonungen |
Schönwald |
Schopfloch |
Schorndorf |
Schrobenhausen |
Schwabach |
Schwabbruck |
Schwabhausen |
Schwabmünchen |
Schwabsoien |
Schwaig b.Nürnberg |
Schwaigen |
Schwandorf |
Schwanfeld |
Schwangau |
Schwanstetten |
Schwarzach |
Schwarzach a.Main |
Schwarzach b.Nabburg |
Schwarzenbach |
Schwarzenbach a.Wald |
Schwarzenbach a.d.Saale |
Schwarzenbruck |
Schwarzenfeld |
Schwarzhofen |
Schwebheim |
Schweinfurt |
Schweitenkirchen |
Schwenningen |
Schwifting |
Schwindegg |
Seefeld |
Seeg |
Seehausen am Staffelsee |
Seeon-Seebruck |
Seeshaupt |
Segnitz |
Seinsheim |
Selb |
Selbitz |
Senden |
Sengenthal |
Sennfeld |
Seßlach |
Seubersdorf i.d.OPf. |
Seukendorf |
Seybothenreuth |
Siegenburg |
Siegsdorf |
Sielenbach |
Sigmarszell |
Simbach |
Simbach a.Inn |
Simmelsdorf |
Simmershofen |
Sindelsdorf |
Sinzing |
Söchtenau |
Solnhofen |
Sommerach |
Sommerhausen |
Sommerkahl |
Sonderhofen |
Sondheim v.d.Rhön |
Sonnefeld |
Sonnen |
Sontheim |
Sonthofen |
Soyen |
Spalt |
Spardorf |
Sparneck |
Spatzenhausen |
Speichersdorf |
Speinshart |
Spiegelau |
Stadelhofen |
Stadlern |
Stadtbergen |
Stadtlauringen |
Stadtprozelten |
Stadtsteinach |
Stallwang |
Stammbach |
Stammham |
Stammham |
Stamsried |
Starnberg |
Staudach-Egerndach |
Stegaurach |
Stein |
Steinach |
Steinbach a.Wald |
Steinberg am See |
Steindorf |
Steinfeld |
Steingaden |
Steinhöring |
Steinkirchen |
Steinsfeld |
Steinwiesen |
Stephanskirchen |
Stephansposching |
Stetten |
Stettfeld |
Stiefenhofen |
Stockheim |
Stockheim |
Stockstadt a.Main |
Störnstein |
Stötten am Auerberg |
Stöttwang |
Strahlungen |
Straßkirchen |
Straßlach-Dingharting |
Straubing |
Strullendorf |
Stubenberg |
Stulln |
Sugenheim |
Sulzbach a.Main |
Sulzbach-Rosenberg |
Sulzberg |
Sulzdorf a.d.Lederhecke |
Sulzemoos |
Sulzfeld |
Sulzfeld a.Main |
Sulzheim |
Sulzthal |
Sünching |
Surberg |
Syrgenstein

#### T
Tacherting |
Taching a.See |
Tagmersheim |
Tann |
Tännesberg |
Tapfheim |
Tauberrettersheim |
Taufkirchen |
Taufkirchen |
Taufkirchen (Vils) |
Tegernheim |
Tegernsee |
Teisendorf |
Teising |
Teisnach |
Tettau |
Tettenweis |
Teublitz |
Teugn |
Teunz |
Teuschnitz |
Thaining |
Thalmassing |
Thalmässing |
Thannhausen |
Thanstein |
Theilenhofen |
Theilheim |
Theisseil |
Theres |
Thierhaupten |
Thiersheim |
Thierstein |
Thundorf i.UFr. |
Thüngen |
Thüngersheim |
Thurmansbang |
Thurnau |
Thyrnau |
Tiefenbach |
Tiefenbach |
Tiefenbach |
Tirschenreuth |
Titting |
Tittling |
Tittmoning |
Todtenweis |
Töging a.Inn |
Töpen |
Trabitz |
Train |
Traitsching |
Trappstadt |
Traunreut |
Traunstein |
Trausnitz |
Trautskirchen |
Trebgast |
Treffelstein |
Treuchtlingen |
Triefenstein |
Triftern |
Trogen |
Tröstau |
Trostberg |
Trunkelsberg |
Tschirn |
Tuchenbach |
Tuntenhausen |
Türkenfeld |
Türkheim |
Tussenhausen |
Tüßling |
Tutzing |
Tyrlaching

#### U
Übersee |
Üchtelhausen |
Uehlfeld |
Uettingen |
Uffenheim |
Uffing am Staffelsee |
Ungerhausen |
Unsleben |
Unterammergau |
Unterdießen |
Unterdietfurt |
Unteregg |
Unterföhring |
Untergriesbach |
Unterhaching |
Unterleinleiter |
Untermeitingen |
Untermerzbach |
Unterneukirchen |
Unterpleichfeld |
Unterreit |
Unterroth |
Unterschleißheim |
Unterschwaningen |
Untersiemau |
Untersteinach |
Unterthingau |
Unterwössen |
Untrasried |
Ursberg |
Ursensollen |
Urspringen |
Ustersbach |
Uttenreuth |
Utting am Ammersee

#### V
Vachendorf |
Valley |
Vaterstetten |
Veitsbronn |
Veitshöchheim |
Velburg |
Velden |
Velden |
Vestenbergsgreuth |
Viechtach |
Viereth-Trunstadt |
Vierkirchen |
Vilgertshofen |
Villenbach |
Vilsbiburg |
Vilseck |
Vilsheim |
Vilshofen an der Donau |
Vogtareuth |
Vohburg a.d.Donau |
Vohenstrauß |
Vöhringen |
Volkach |
Volkenschwand |
Vorbach |
Vorra

#### W
Waakirchen |
Waal |
Wachenroth |
Wackersberg |
Wackersdorf |
Waffenbrunn |
Waging a.See |
Waidhaus |
Waidhofen |
Waigolshausen |
Waischenfeld |
Wald |
Wald |
Waldaschaff |
Waldbrunn |
Waldbüttelbrunn |
Walderbach |
Waldershof |
Waldkirchen |
Waldkraiburg |
Waldmünchen |
Waldsassen |
Waldstetten |
Waldthurn |
Walkertshofen |
Wallenfels |
Wallerfing |
Wallersdorf |
Wallerstein |
Wallgau |
Walpertskirchen |
Walsdorf |
Waltenhausen |
Waltenhofen |
Walting |
Wang |
Warmensteinach |
Warngau |
Wartenberg |
Wartmannsroth |
Wasserburg (Bodensee) |
Wasserburg a.Inn |
Wasserlosen |
Wassertrüdingen |
Wattendorf |
Wechingen |
Wegscheid |
Wehringen |
Weibersbrunn |
Weichering |
Weichs |
Weiden i.d.OPf. |
Weidenbach |
Weidenberg |
Weidhausen b.Coburg |
Weiding |
Weiding |
Weigendorf |
Weigenheim |
Weihenzell |
Weiherhammer |
Weihmichl |
Weil |
Weilbach |
Weilersbach |
Weiler-Simmerberg |
Weilheim |
Weiltingen |
Weisendorf |
Weismain |
Weißdorf |
Weißenbrunn |
Weißenburg i.Bay. |
Weißenhorn |
Weißenohe |
Weißensberg |
Weißenstadt |
Weitnau |
Weitramsdorf |
Welden |
Wellheim |
Wemding |
Wendelstein |
Weng |
Wenzenbach |
Wernberg-Köblitz |
Werneck |
Wertach |
Wertingen |
Weßling |
Wessobrunn |
Westendorf |
Westendorf |
Westerheim |
Westerngrund |
Westheim |
Wettringen |
Wettstetten |
Weyarn |
Wiedergeltingen |
Wielenbach |
Wiesau |
Wiesen |
Wiesenbach |
Wiesenbronn |
Wiesenfelden |
Wiesent |
Wiesenthau |
Wiesentheid |
Wiesenttal |
Wieseth |
Wiesthal |
Wiggensbach |
Wilburgstetten |
Wildenberg |
Wildflecken |
Wildpoldsried |
Wildsteig |
Wilhelmsdorf |
Wilhelmsthal |
Wilhermsdorf |
Willanzheim |
Willmars |
Willmering |
Windach |
Windberg |
Windelsbach |
Windischeschenbach |
Windorf |
Windsbach |
Winhöring |
Winkelhaid |
Winklarn |
Winterbach |
Winterhausen |
Winterrieden |
Winzer |
Wipfeld |
Wirsberg |
Wittelshofen |
Wittibreut |
Wittislingen |
Witzmannsberg |
Wolfersdorf |
Wolferstadt |
Wolfertschwenden |
Wolframs-Eschenbach |
Wolfratshausen |
Wolfsegg |
Wollbach |
Wolnzach |
Wonfurt |
Wonneberg |
Wonsees |
Woringen |
Wörnitz |
Wörth |
Wörth a.Main |
Wörth a.d.Donau |
Wörth a.d.Isar |
Wörthsee |
Wülfershausen a.d.Saale |
Wunsiedel |
Wurmannsquick |
Wurmsham |
Würzburg

#### Z
Zachenberg |
Zandt |
Zangberg |
Zapfendorf |
Zeil a.Main |
Zeilarn |
Zeitlarn |
Zeitlofs |
Zell |
Zell a.Main |
Zell im Fichtelgebirge |
Zellingen |
Zenting |
Ziemetshausen |
Ziertheim |
Zirndorf |
Zolling |
Zorneding |
Zöschingen |
Zusamaltheim |
Zusmarshausen |
Zwiesel